# Solární elektřina

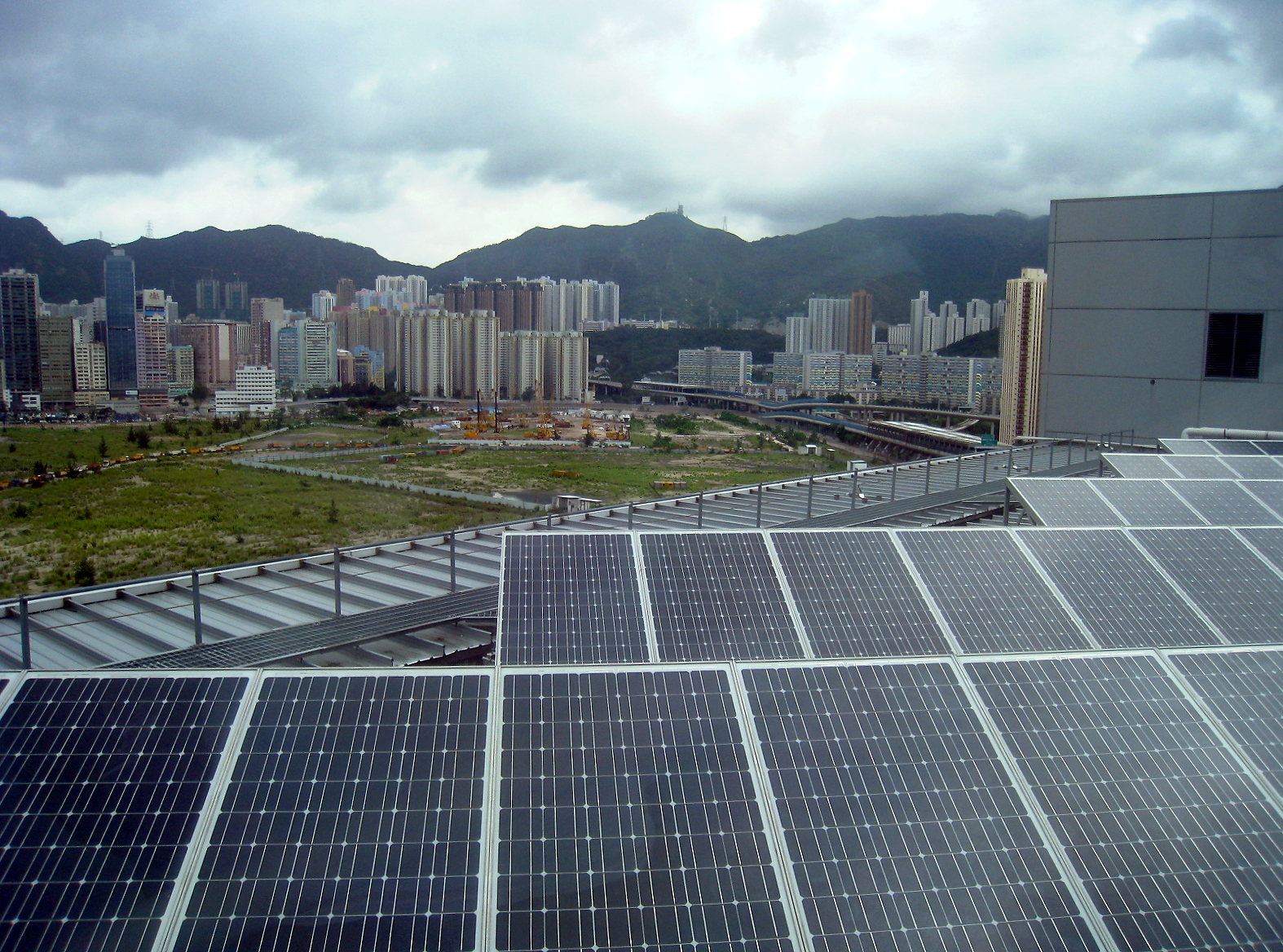
Solární fotovoltaický systém na střechách v Hongkongu

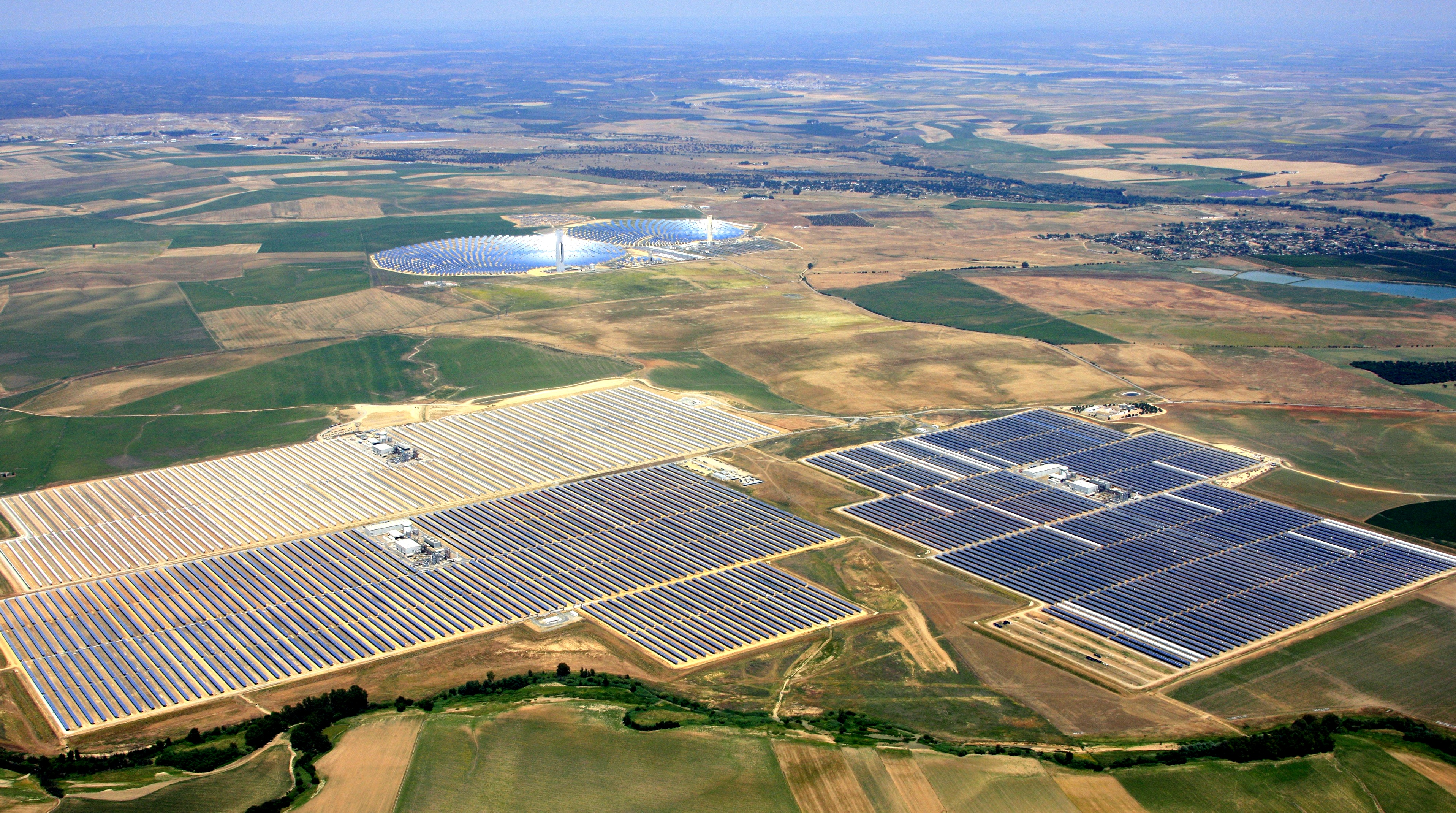
První tři jednotky koncentrované sluneční energie (CSP) španělské solární elektrárny Solnova v popředí a solární věže PS10 a PS20 v pozadí.

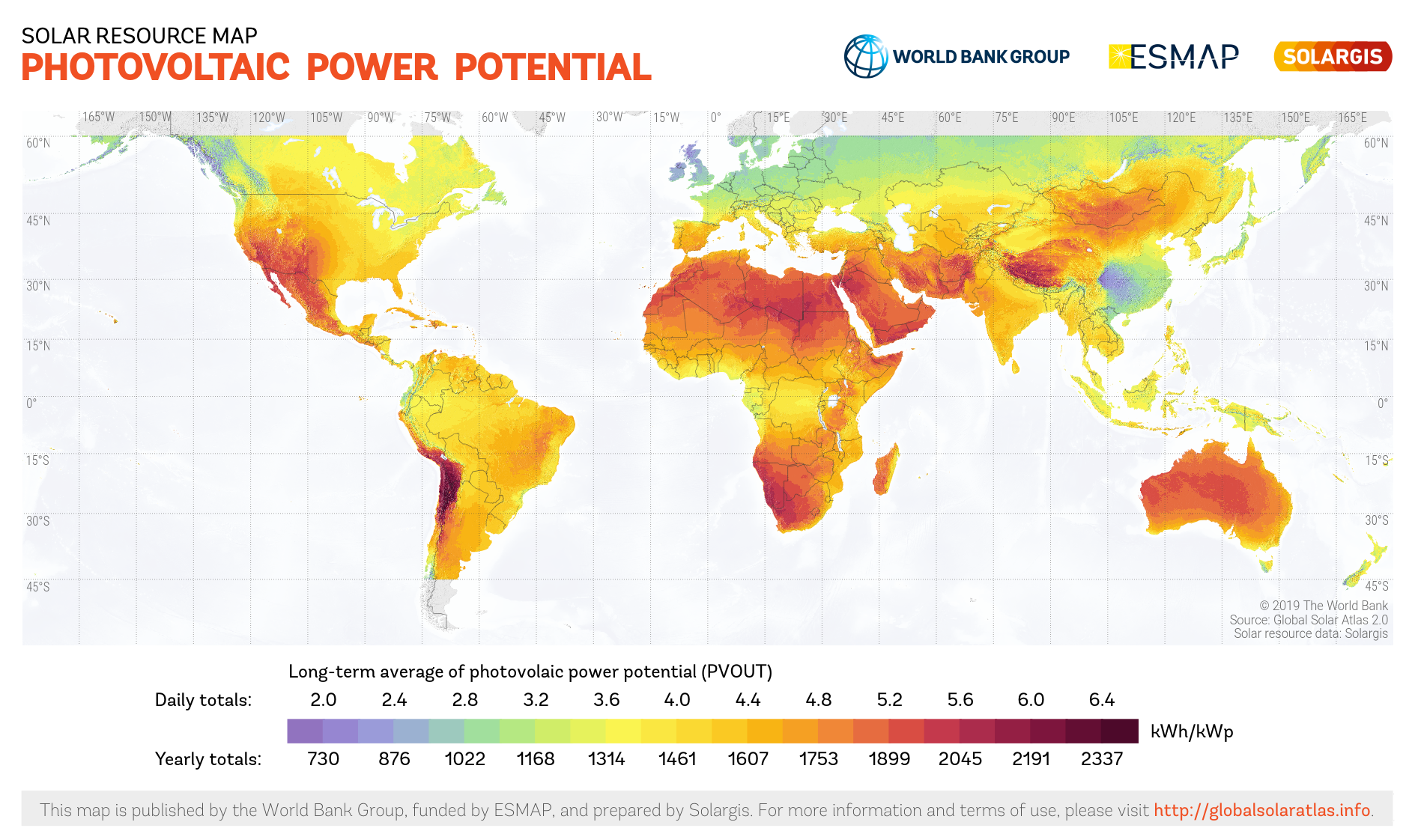
Tato mapa sluneční energie poskytuje přehled o odhadovaném množství sluneční energie, která je k dispozici pro výrobu elektřiny a další energetické využití. Představuje průměrný denní/roční součet výroby elektřiny ze solární fotovoltaické elektrárny připojené k síti o výkonu 1 kW ve špičce za období od roku 1994/1999/2007 (v závislosti na zeměpisné oblasti) do roku 2015. Zdroj: Global Solar Atlas

Solární elektřina je přeměna energie slunečního záření na elektřinu, a to buď přímo pomocí fotovoltaiky, nebo nepřímo pomocí koncentrované sluneční energie. Fotovoltaické články přeměňují světlo na elektrický proud pomocí fotovoltaického jevu. Systémy koncentrované solární energie využívají čočky nebo zrcadla a systémy sledování slunečního záření k soustředění velké plochy slunečního světla do horkého bodu, často k pohonu parní turbíny.
Fotovoltaika se zpočátku používala výhradně jako zdroj elektřiny pro malé a střední aplikace, od kalkulačky napájené jedním solárním článkem až po vzdálené domy napájené střešním fotovoltaickým ostrovním systémem. Komerční koncentrované solární elektrárny byly poprvé vyvinuty v 80. letech 20. století. Od té doby, jak klesaly náklady na solární elektřinu, rostla kapacita a výroba solárních fotovoltaických systémů připojených k síti víceméně exponenciálně a zdvojnásobovala se přibližně každé tři roky. Nadále se budují miliony instalací a fotovoltaických elektráren gigawattového rozsahu, přičemž v roce 2021 byla polovina nové výrobní kapacity tvořena solárními elektrárnami.
V roce 2022 vyráběla solární energie 4,5 % světové elektřiny, zatímco v roce 2015, kdy byla podepsána Pařížská dohoda o omezení změny klimatu, to bylo 1 %. Spolu s větrnou energií na pevnině je ve většině zemí nejlevnější vyrovnanou cenou elektřiny pro nové instalace solární energie ve veřejném měřítku.
Téměř polovinu solární energie instalované v roce 2022 tvořily střešní elektrárny. Nízkouhlíková energie byla doporučena jako součást plánu na zmírňování změny klimatu. Mezinárodní energetická agentura v roce 2022 uvedla, že je třeba vyvinout větší úsilí pro integraci do sítě a zmírnění politických, regulačních a finančních problémů.

## Potenciál
Geografie ovlivňuje potenciál sluneční energie, protože na různých místech dopadá různé množství slunečního záření. Zejména oblasti, které se nacházejí blíže rovníku, mají s určitými odchylkami obecně vyšší množství slunečního záření. Použití fotovoltaických zařízení, která mohou sledovat polohu Slunce, však může výrazně zvýšit potenciál sluneční energie v oblastech, které jsou vzdálenější od rovníku. Časové rozdíly ovlivňují potenciál sluneční energie, protože v noci je na povrchu Země málo slunečního záření, které by mohly solární panely absorbovat. To omezuje množství energie, které mohou solární panely absorbovat za jeden den. Také oblačnost může ovlivnit potenciál solárních panelů, protože mraky blokují dopadající světlo ze Slunce a snižují množství světla dostupného pro solární články.
Kromě toho má na dostupnou solární energii velký vliv dostupnost půdy, protože solární panely lze postavit pouze na půdě, která je jinak nevyužitá a vhodná pro solární panely. Vhodným místem pro umístění solárních článků jsou střechy, lidé tímto způsobem mohou získávat energii přímo ze svých domů. Dalšími oblastmi vhodnými pro solární články jsou pozemky, které nejsou využívány pro podnikání, kde lze zřídit solární elektrárny.

## Technologie
Solární elektrárny využívají jednu ze dvou technologií:
Fotovoltaické systémy (FV) využívají solární panely na střechách nebo v solárních farmách umístěných na zemi, které přeměňují sluneční světlo přímo na elektrickou energii.
Koncentrovaná sluneční energie využívá zrcadla nebo čočky ke koncentraci slunečního světla na extrémní teplo, z něhož se nakonec vyrobí pára, která se pomocí turbíny přemění na elektřinu.

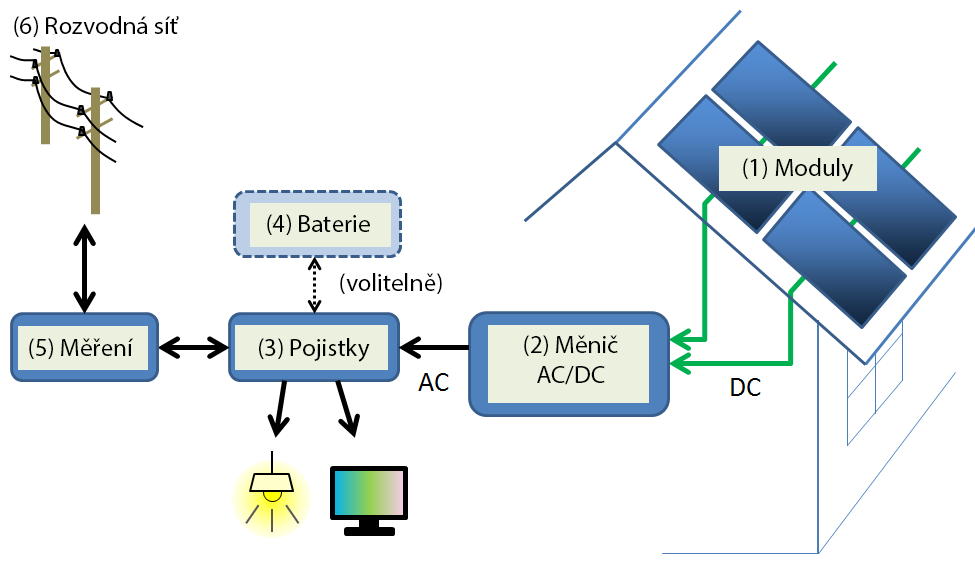
Schéma domácího fotovoltaického systému připojeného k síti

### Fotovoltaické články
Solární článek neboli fotovoltaický článek je zařízení, které přeměňuje světlo na elektrický proud pomocí fotovoltaického jevu. První solární článek sestrojil Charles Fritts v 80. letech 19. století. Mezi těmi, kdo si uvědomili význam tohoto objevu, byl i německý průmyslník Ernst Werner von Siemens. V roce 1931 vyvinul německý inženýr Bruno Lange fotočlánek, který místo oxidu měďnatého používal selenid stříbrný, avšak prototyp selenového článku přeměnil na elektřinu méně než 1 % dopadajícího světla. V návaznosti na práci Russella Ohla ve 40. letech 20. století vytvořili výzkumníci Gerald Pearson, Calvin Fuller a Daryl Chapin v roce 1954 křemíkový solární článek. Tyto první solární články stály 286 USD/watt a dosahovaly účinnosti 4,5–6 %. V roce 1957 vyvinul Mohamed M. Atalla v Bellových laboratořích proces pasivace povrchu křemíku tepelnou oxidací. Proces pasivace povrchu je od té doby pro účinnost solárních článků rozhodující.

#### Krystalický křemík
Od roku 2022 tvoří více než 90 % trhu krystalický křemík. pole fotovoltaického systému neboli FV systém vyrábí stejnosměrný proud, který kolísá podle intenzity slunečního záření. Pro praktické využití je obvykle nutná konverze na střídavý proud, a to pomocí střídačů. V praxi je propojeno uvnitř panelů propojeno více solárních článků. Panely jsou propojeny do polí a poté připojeny ke střídači, který vyrábí energii o požadovaném napětí a v případě střídavého proudu o požadované frekvenci/fázi.
Mnoho rezidenčních fotovoltaických systémů je připojeno k síti, kdekoli je to možné, zejména ve vyspělých zemích s velkými trhy. U těchto fotovoltaických systémů připojených k síti je použití akumulace energie volitelné. V některých aplikacích, jako jsou satelity, majáky nebo sídla v rozvojových zemích, se často přidávají baterie nebo další generátory energie jako záloha. Takové autonomní energetické systémy umožňují provoz v noci a v jiných obdobích s omezeným slunečním svitem.

#### Tenkovrstvé články
Tenkovrstvý solární článek je solární článek druhé generace, který se vyrábí nanesením jedné nebo více tenkých vrstev nebo tenkého filmu fotovoltaického materiálu na substrát, jako je sklo, plast nebo kov. Tenkovrstvé solární články se komerčně používají v několika technologiích, včetně teluridu kadmia (CdTe), diselenidu mědi a galia (CIGS) a amorfního tenkovrstvého křemíku (a-Si, TF-Si).

#### Perovskit
Perovskitový solární článek je typ solárního článku, který obsahuje jako aktivní vrstvu sbírající světlo perovskitovou strukturu, nejčastěji hybridní organo-anorganický materiál na bázi halogenidů olova nebo cínu. Perovskitové materiály, jako jsou methylamoniové halogenidy olova a allorganické halogenidy cesia, jsou levné na výrobu a jednoduché na zpracování.
Účinnosti solárních článků v laboratorním měřítku využívajících tyto materiály se zvýšily z 3,8 % v roce 2009 na 25,7 % v roce 2021 u jednopřechodových architektur a u tandemových článků na bázi křemíku na 29,8 %, což překračuje maximální účinnost dosaženou u jednopřechodových křemíkových solárních článků. Perovskitové solární články jsou tak od roku 2016 nejrychleji se rozvíjející solární technologií díky potenciálu dosažení ještě vyšších účinností a velmi nízkým výrobním nákladům se perovskitové solární články staly komerčně atraktivními. Mezi hlavní problémy a předměty výzkumu patří jejich krátkodobá a dlouhodobá stabilita.

Parabolický kolektor soustřeďuje sluneční světlo do trubky v ohnisku.

### Koncentrovaná solární energie
Koncentrovaná solární energie (CSP), nazývaná také „koncentrovaná solární tepelná energie“, využívá čočky nebo zrcadla a sledovací systémy ke koncentraci slunečního světla a následně využívá vzniklé teplo k výrobě elektřiny z konvenčních parních turbín.
Existuje celá řada koncentračních technologií, mezi nejznámější patří parabolické koryto, kompaktní lineární Fresnelův reflektor, Stirlingova miska a solární věž. Ke sledování Slunce a soustředění světla se používají různé techniky. Ve všech těchto systémech je pracovní kapalina ohřívána koncentrovaným slunečním světlem a následně je využívána k výrobě elektřiny nebo k jejímu skladování. Možnost efektivního skladování tepelné energie umožňuje výrobu elektřiny přes noc, a doplňuje tak fotovoltaiku. Koncentrovaná solární energie vyrábí velmi malý podíl solární energie a v roce 2022 IEA uvedla, že by měla být lépe placena za její skladování.
Od roku 2021 jsou vyrovnané náklady na elektřinu z CSP více než dvakrát vyšší než náklady na fotovoltaiku. Jejich velmi vysoké teploty se mohou ukázat jako užitečné pro pomoc při dekarbonizaci průmyslových odvětví (prostřednictvím vodíku), která potřebují vyšší teplotu, než může poskytnout elektřina.

### Hybridní systémy
Hybridní systém kombinuje solární energii s ukládáním energie a/nebo s jednou či více dalšími formami výroby energie. Se solární energií se běžně kombinují vodní, větrné a bateriové zdroje. Kombinovaná výroba může umožnit, aby systém měnil výkon podle poptávky, nebo alespoň vyrovnával kolísání solárního výkonu.  Na světě je velké množství vodních elektráren a přidání solárních panelů na stávající vodní plochy nebo do jejich okolí je obzvláště užitečné, protože vodní elektrárny jsou obvykle flexibilnější než větrné a v měřítku levnější než baterie a někdy lze využít stávající elektrické vedení.

Vývoj podílu solární energie podle regionů

## Vývoj a nasazení

Podíl solární elektřiny na celkové výrobě podle zemí.

### Počátky
Raný vývoj solárních technologií lze zaznamenat již v 60. letech 19. století, kdy byl veden očekáváním, že uhlí se brzy stane nedostatkovým. Příkladem jsou pokusy Augustina Mouchota. Charles Fritts instaloval v roce 1884 na střeše New Yorku první střešní fotovoltaickou solární soustavu na světě s použitím selenových článků s účinností 1 %. Na počátku 20. století však vývoj solárních technologií stagnoval tváří v tvář rostoucí dostupnosti, hospodárnosti a užitečnosti uhlí a ropy. První družice se solárními panely byla vypuštěna v roce 1957.
V 70. letech 20. století se sluneční energie používala na družicích, ale náklady na solární energii byly považovány za nereálné pro běžné aplikace. V roce 1974 se odhadovalo, že pouze šest soukromých domů v celé Severní Americe je zcela vytápěno nebo chlazeno funkčními solárními systémy. Ropné embargo v roce 1973 a energetická krize v roce 1979 však způsobily reorganizaci energetické politiky na celém světě a přinesly obnovení pozornosti k rozvoji solárních technologií.
Strategie zavádění se zaměřily na pobídkové programy, jako byl Federální program využití fotovoltaiky v USA a program Sunshine v Japonsku. Další snahy zahrnovaly vznik výzkumných zařízení ve Spojených státech (SERI, nyní NREL), Japonsku (NEDO) a Německu (Fraunhofer ISE). V letech 1970–1983 rychle rostl počet instalací fotovoltaických systémů. Ve Spojených státech stanovil prezident Jimmy Carter cíl vyrábět do roku 2000 20 % energie v USA ze slunečního záření, ale jeho nástupce Ronald Reagan zrušil financování výzkumu obnovitelných zdrojů energie. Klesající ceny ropy na počátku 80. let 20. století zmírnily růst fotovoltaiky v letech 1984 až 1996.

### Polovina 90. let až rok 2010
V polovině devadesátých let 20. století se rozvoj solárních elektráren na střechách obytných i komerčních domů a fotovoltaických elektráren ve veřejném měřítku začal opět zrychlovat kvůli problémům s dodávkami ropy a zemního plynu, obavám z globálního oteplování a zlepšující se ekonomické pozici fotovoltaiky ve srovnání s jinými energetickými technologiemi. Na počátku roku 2000 vedlo přijetí výkupních cen – politického mechanismu, který dává obnovitelným zdrojům energie přednost v síti a definuje pevnou cenu za vyrobenou elektřinu – k vysoké úrovni bezpečnosti investic a k prudkému nárůstu počtu instalací fotovoltaických elektráren v Evropě.

### 2010–2019
Několik let byl celosvětový růst fotovoltaiky tažen evropským nasazením, ale od té doby se přesunul do Asie, zejména do Číny a Japonska, a do rostoucího počtu zemí a regionů po celém světě. Největší výrobci solárních zařízení sídlili v Číně. Přestože kapacita koncentrované solární energie vzrostla více než desetinásobně, zůstala na celkovém objemu jen nepatrným podílem, protože náklady na fotovoltaiku v užitkovém měřítku klesly mezi lety 2010 a 2020 o 85 %, zatímco náklady na koncentrovanou solární energii klesly ve stejném období pouze o 68 %.

### Od roku 2020
Navzdory rostoucím nákladům na materiály, jako je polykřemík, během celosvětové energetické krize v letech 2021–2022 byla v mnoha zemích užitková solární energie stále nejlevnějším zdrojem energie kvůli rostoucím nákladům na jiné zdroje energie, jako je zemní plyn. V roce 2022 celosvětová kapacita výroby solární energie poprvé přesáhla 1 TW, avšak dotace na fosilní paliva růst kapacity výroby solární energie zpomalily. Přibližně polovina instalované kapacity byla v roce 2022 určena pro veřejné služby.

### Prognózy od roku 2022
Většina nových obnovitelných kapacit v letech 2022 až 2027 bude podle prognóz tvořena solární energií, která předčí uhlí jako největší zdroj instalovaného výkonu. Podle prognóz se do roku 2050 stane největším zdrojem elektřiny ve všech regionech s výjimkou subsaharské Afriky.
Podle studie z roku 2021 se celosvětový potenciál výroby elektřiny ze střešních solárních panelů odhaduje na 27 PWh ročně při nákladech od 40 USD (Asie) do 240 USD za MWh (USA, Evropa). Jeho praktická realizace však bude záviset na dostupnosti a ceně škálovatelných řešení pro skladování elektřiny.

### Fotovoltaické elektrárny
Fotovoltaická elektrárna, známá také jako solární park, solární farma nebo solární elektrárna, je rozsáhlý fotovoltaický energetický systém (FVE) připojený k síti a určený k dodávce elektrické energie pro trh. Od většiny solárních elektráren instalovaných na budovách a jiných decentralizovaných elektráren se liší tím, že dodávají energii na úrovni veřejné sítě, nikoli místnímu uživateli nebo uživatelům. Pro tento typ projektu se někdy používá označení solární energie v užitkovém měřítku.
Tento přístup se liší od koncentrované solární energie, další hlavní technologie výroby solární energie ve velkém měřítku, která využívá teplo k pohonu různých konvenčních generátorových systémů. Oba přístupy mají své výhody a nevýhody, ale doposud se z různých důvodů mnohem širšího využití dočkala fotovoltaická technologie. V roce 2019 tvořily fotovoltaické elektrárny přibližně 97 % kapacity solárních elektráren ve veřejném měřítku.
V některých zemích se jmenovitý výkon fotovoltaických elektráren udává v megawatt-peaku (MWp), což označuje teoretický maximální stejnosměrný výkon fotovoltaického pole. V jiných zemích výrobce uvádí plochu a účinnost. Kanada, Japonsko, Španělsko a Spojené státy však často uvádějí použití přepočteného nižšího jmenovitého výkonu v MWAC, což je míra, která je přímo srovnatelná s jinými formami výroby energie. Většina solárních parků se buduje v měřítku nejméně 1 MWp. Od roku 2018 největší fungující fotovoltaické elektrárny na světě přesáhly 1 GWp. Na konci roku 2019 bylo přibližně 9 000 solárních farem větších než 4 MWac (v užitkovém měřítku) s celkovým výkonem přes 220 GWac.
Většinu stávajících velkých fotovoltaických elektráren vlastní a provozují nezávislí výrobci energie, ale roste zapojení komunitních a komunitních projektů. Dříve byly téměř všechny alespoň částečně podporovány regulačními pobídkami, jako jsou výkupní ceny nebo daňové úlevy, ale vzhledem k tomu, že v roce 2010 výrazně poklesly vyrovnané náklady a na většině trhů bylo dosaženo parity sítě, vnější pobídky obvykle nejsou potřeba.

### Koncentrační solární elektrárny
Komerční koncentrační solární elektrárny (CSP), nazývané také „solární tepelné elektrárny“, byly poprvé vyvinuty v 80. letech 20. století. Solární elektrárna Ivanpah o výkonu 377 MW, která se nachází v kalifornské poušti Mojave, je největším projektem solární tepelné elektrárny na světě. K dalším velkým CSP elektrárnám patří solární elektrárna Solnova (150 MW), solární elektrárna Andasol (150 MW) a solární elektrárna Extresol (150 MW), všechny ve Španělsku. Hlavní výhodou CSP je možnost efektivního přidání tepelné akumulace, která umožňuje dispečerské řízení elektřiny až po dobu 24 hodin. Vzhledem k tomu, že špička poptávky po elektřině nastává obvykle kolem 17. hodiny, mnoho elektráren CSP využívá 3 až 5 hodin tepelného úložiště.

## Ekonomika

### Náklady na watt
Typické faktory nákladů na solární energii zahrnují náklady na moduly, rám pro jejich uložení, kabeláž, střídače, náklady na pracovní sílu, případný pozemek, připojení k síti, údržbu a sluneční záření v dané lokalitě. Fotovoltaické systémy nespotřebovávají žádné palivo a životnost modulů je obvykle 25 až 40 let. Počáteční kapitálové a finanční náklady tak tvoří 80 až 90 % nákladů na solární energii.
Velký rozsah dostupné solární energie z ní činí velmi atraktivní zdroj elektřiny. V roce 2020 byla solární energie nejlevnějším zdrojem elektřiny. V Saúdské Arábii byla v dubnu 2021 podepsána smlouva o výkupu elektřiny (PPA) pro novou solární elektrárnu v Al-Faisaliah. Projekt zaznamenal nejnižší náklady na výrobu elektřiny ze solárních fotovoltaických panelů na světě ve výši 1,04 USD centů za kWh.

### Ceny instalace
Náklady na solární moduly s vysokým výkonem se v průběhu času výrazně snížily. Od roku 1982 činily náklady na 1 kW přibližně 27 000 amerických dolarů a v roce 2006 klesly na přibližně 4 000 amerických dolarů za 1 kW. Fotovoltaický systém v roce 1992 stál přibližně 16 000 amerických dolarů za kW a v roce 2008 klesl na přibližně 6 000 amerických dolarů za kW.

### Produktivita podle místa
Produktivita solární energie v regionu závisí na slunečním záření, které se mění během dne a roku a je ovlivněno zeměpisnou šířkou a klimatem. Výkon fotovoltaického systému závisí také na okolní teplotě, rychlosti větru, slunečním spektru, místních půdních podmínkách a dalších faktorech.
Větrná energie na pevnině bývá nejlevnějším zdrojem elektřiny v severní Eurasii, Kanadě, některých částech Spojených států a v Patagonii v Argentině, zatímco v jiných částech světa se za nejlepší považuje převážně solární energie (nebo méně často kombinace větrné, solární a jiné nízkouhlíkové energie). Modelování Exeterské univerzity naznačuje, že do roku 2030 bude solární energie nejlevnější ve všech zemích s výjimkou některých zemí v severovýchodní Evropě.
Místa s nejvyšším ročním slunečním zářením leží v suchých tropech a subtropech. V pouštích ležících v nízkých zeměpisných šířkách je obvykle málo mraků a sluneční svit zde může trvat více než deset hodin denně. Tyto horké pouště tvoří globální sluneční pás obepínající svět. Tento pás tvoří rozsáhlé oblasti v severní Africe, jižní Africe, jihozápadní Asii, na Blízkém východě a v Austrálii a také mnohem menší pouště Severní a Jižní Ameriky. Slunce je tedy (nebo se podle předpovědí stane) nejlevnějším zdrojem energie v celé Střední Americe, Africe, na Blízkém východě, v Indii, jihovýchodní Asii, Austrálii a na několika dalších místech. 

Různá měření slunečního záření (přímé normálové záření, globální horizontální záření) jsou zmapována na následujících mapkách:

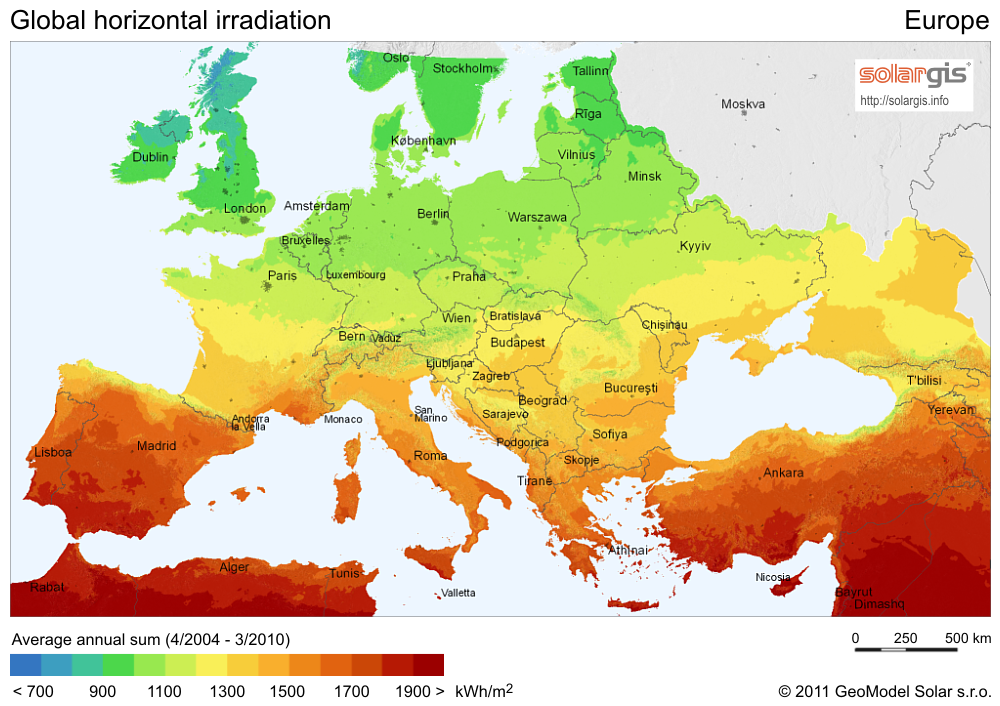
Evropa
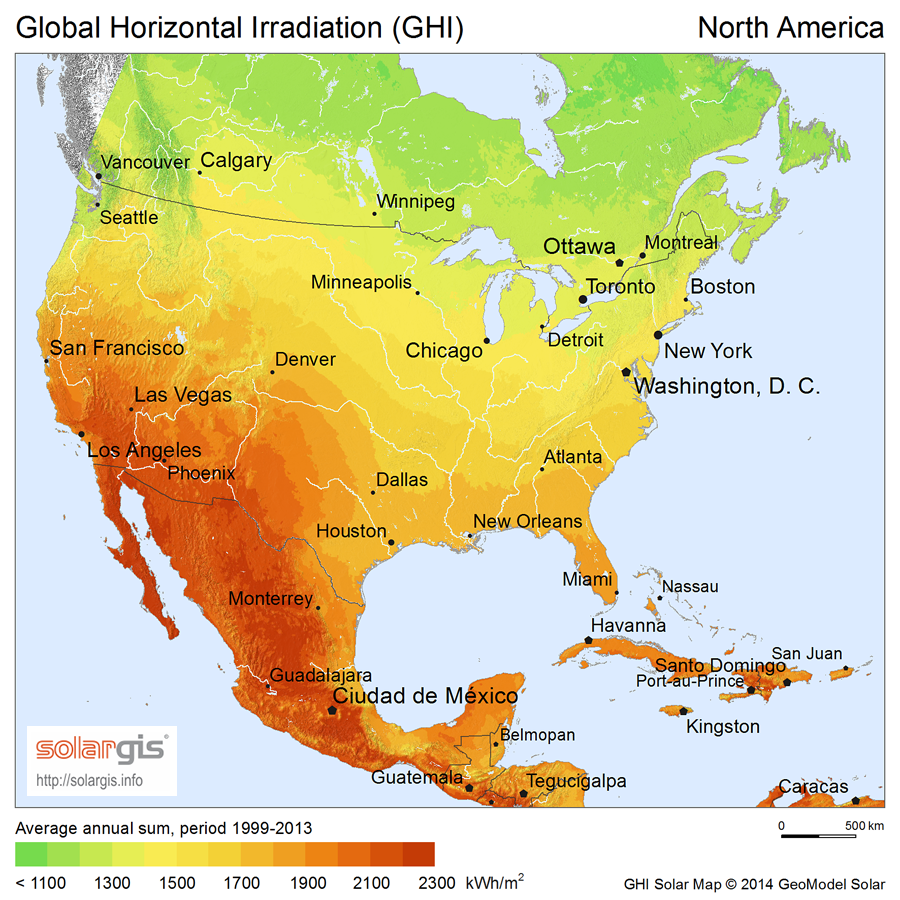
Severní Amerika
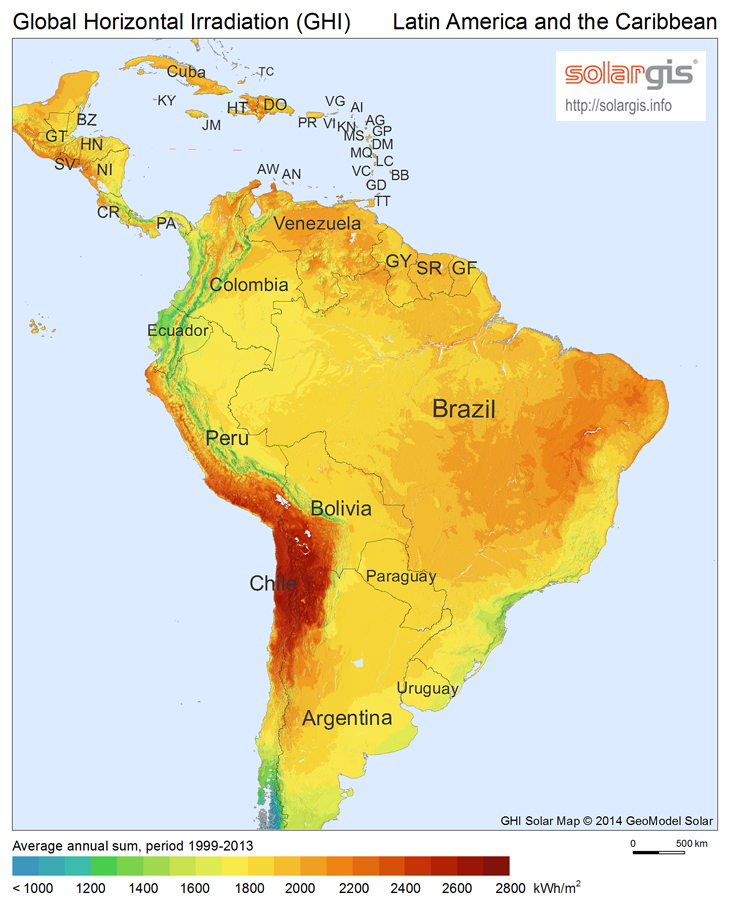
Jižní Amerika
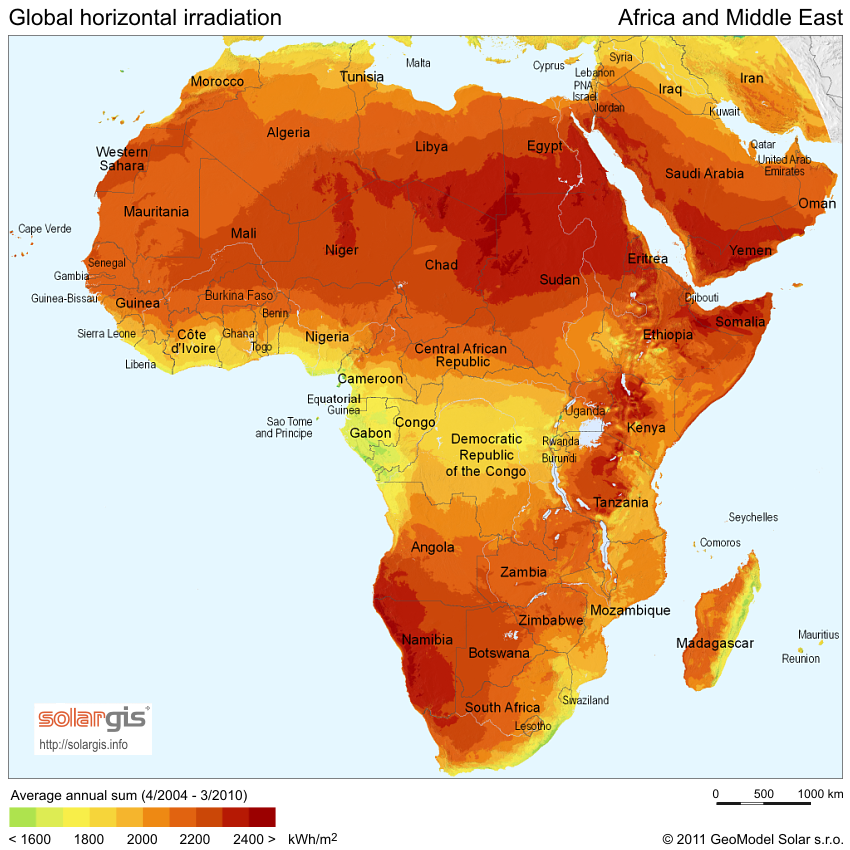
Afrika a Střední východ
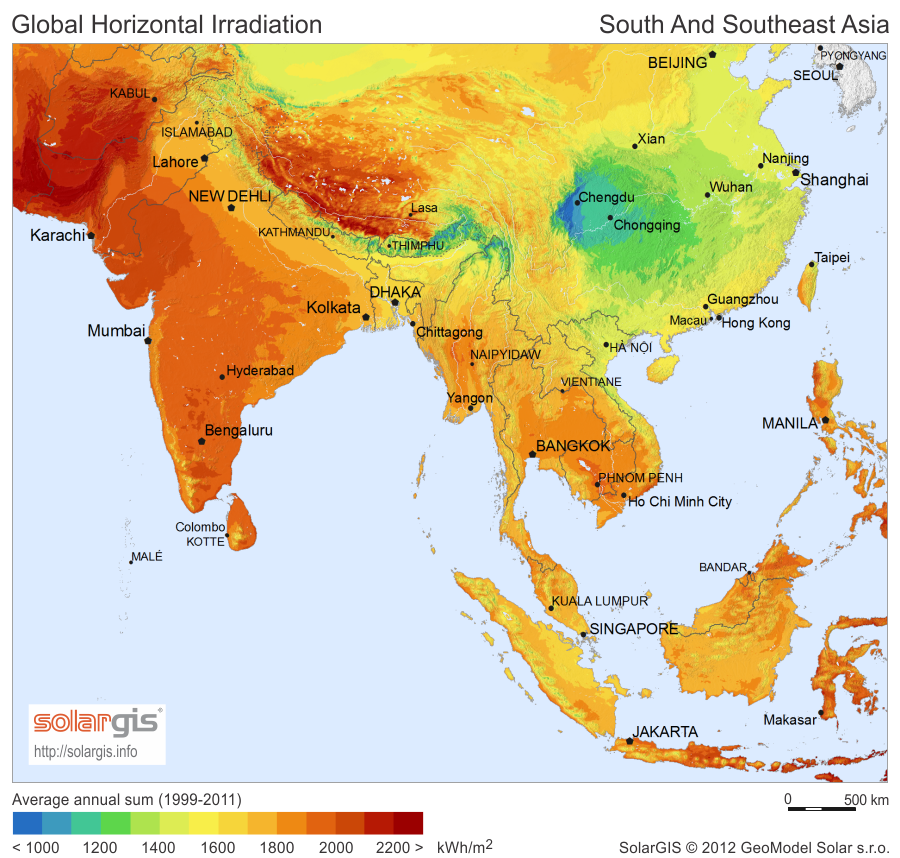
Jižní a jihovýchodní Asie
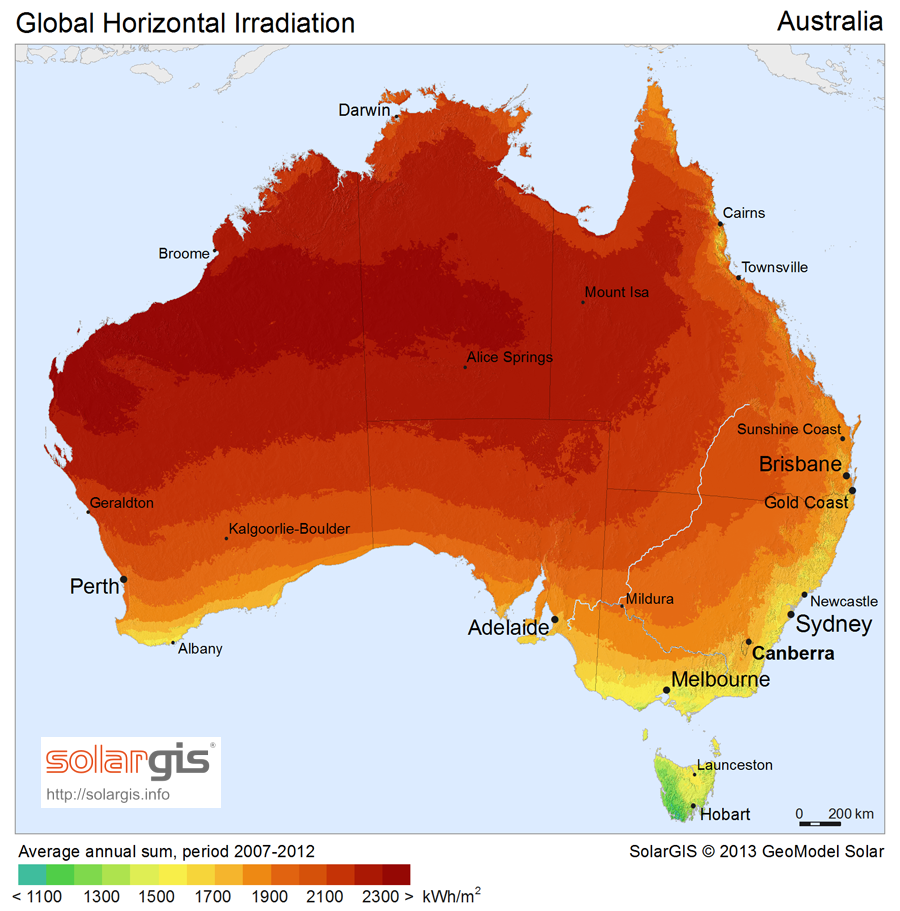
Austrálie
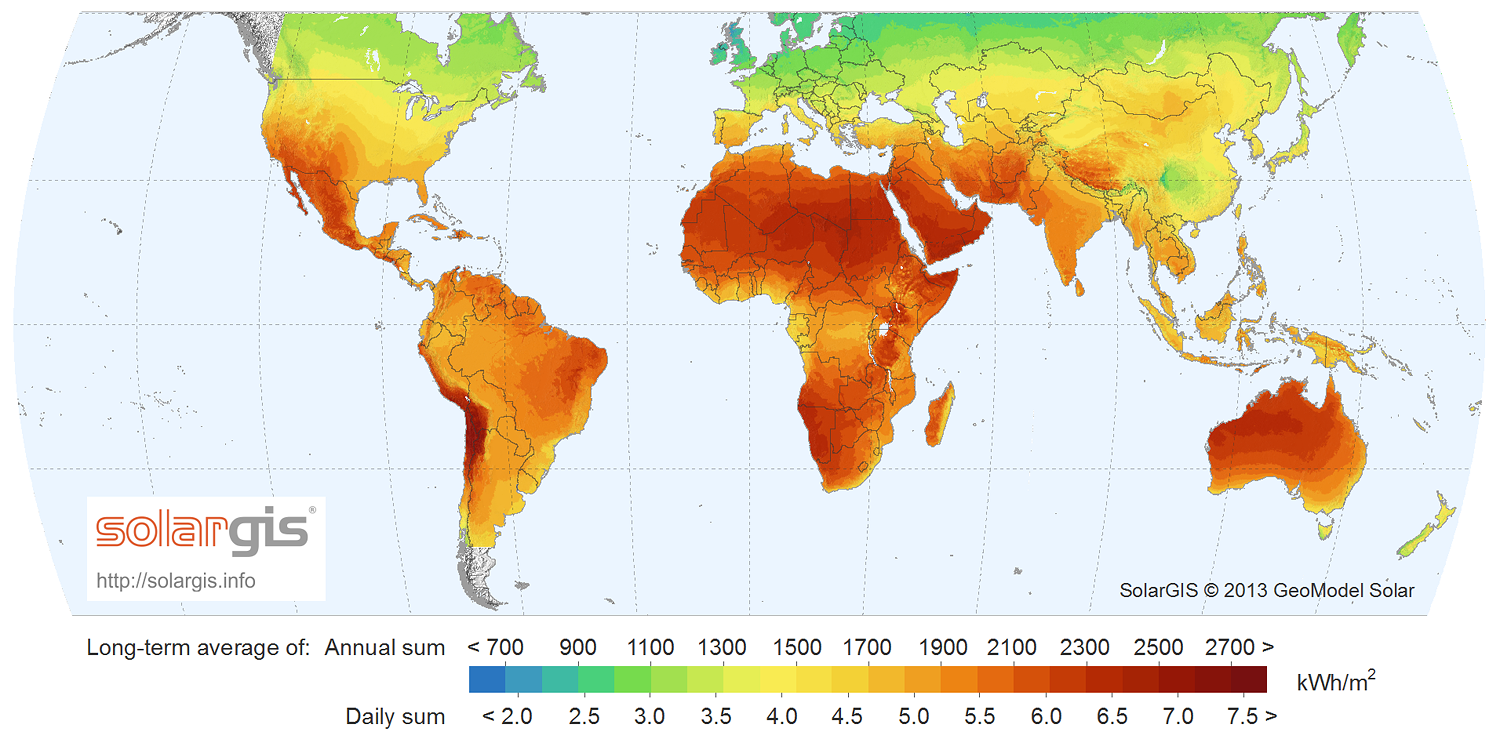
Svět

### Výroba pro vlastní spotřebu
V případě výroby pro vlastní spotřebu se u solární energie doba návratnosti počítá podle toho, kolik elektřiny se nenakoupí ze sítě. V mnoha případech se však vzorce výroby a spotřeby neshodují a část nebo celá vyrobená energie se vrací zpět do sítě. Elektřina se prodává a v jiných obdobích, kdy se energie ze sítě odebírá, se elektřina nakupuje. Získané relativní náklady a ceny ovlivňují ekonomiku. Na mnoha trzích je cena placená za prodanou fotovoltaickou elektřinu výrazně nižší než cena nakupované elektřiny, což motivuje k vlastní spotřebě. Kromě toho se např. v Německu a Itálii používají samostatné pobídky k vlastní spotřebě. Regulace interakce se sítí zahrnuje také omezení dodávek do sítě v některých regionech v Německu s vysokým množstvím instalovaného fotovoltaického výkonu. Zvýšením vlastní spotřeby lze omezit dodávky do sítě, aniž by docházelo k omezování, které vede k plýtvání elektřinou.
Pro vysokou vlastní spotřebu je klíčový dobrý soulad mezi výrobou a spotřebou. Tento soulad lze zlepšit pomocí baterií nebo regulovatelné spotřeby elektřiny. Baterie jsou však drahé a ziskovost může vyžadovat, aby kromě zvýšení vlastní spotřeby poskytovaly i další služby, například zamezení výpadkům proudu. Zásobníky teplé vody s elektrickým ohřevem pomocí tepelných čerpadel nebo odporových ohřívačů mohou poskytovat levné skladování pro vlastní spotřebu solární energie. Řiditelnou spotřebu s omezeným vlivem na uživatele mohou poskytovat přemístitelné zátěže, jako jsou myčky nádobí, sušičky prádla a pračky, ale jejich vliv na vlastní spotřebu solární energie může být omezený.

### Ceny energie, pobídky a daně
Původním politickým cílem pobídkových politik pro fotovoltaiku bylo usnadnit počáteční zavádění v malém měřítku, aby se toto odvětví začalo rozvíjet, a to i v případech, kdy náklady na fotovoltaiku výrazně převyšovaly síťovou paritu, a umožnit tak tomuto odvětví dosáhnout úspor z rozsahu nezbytných k dosažení síťové parity. Od dosažení parity sítě jsou prováděny některé politiky na podporu národní energetické nezávislosti, vytváření pracovních míst v oblasti špičkových technologií a snižování emisí CO2.
Finanční pobídky pro fotovoltaiku se v různých zemích liší, například v Austrálii, Číně, Německu, Indii, Japonsku a Spojených státech.

#### Měření čisté spotřeby
Měření čisté spotřeby (net metering), na rozdíl od výkupních cen vyžaduje pouze jeden elektroměr, který však musí být obousměrný. Při tomto způsobu měření je cena vyrobené elektřiny stejná jako cena dodaná spotřebiteli a spotřebiteli je účtován rozdíl mezi výrobou a spotřebou. Měření čisté spotřeby lze obvykle provádět beze změn na standardních elektroměrech, které přesně měří výkon v obou směrech a automaticky hlásí rozdíl, a protože umožňuje majitelům domů a podnikům vyrábět elektřinu v jinou dobu než při spotřebě, efektivně využívat síť jako obří akumulační baterii. Při měření čisté spotřeby se deficity účtují každý měsíc, zatímco přebytky se převádějí do následujícího měsíce. Osvědčené postupy vyžadují věčné převádění kreditů za kWh. Přebytečné kredity při ukončení služby buď propadnou, nebo se za ně platí sazba od velkoobchodní po maloobchodní nebo vyšší, stejně jako za přebytečné roční kredity.

### Daně
V některých zemích jsou na dovážené solární panely uvalena cla (dovozní daně).

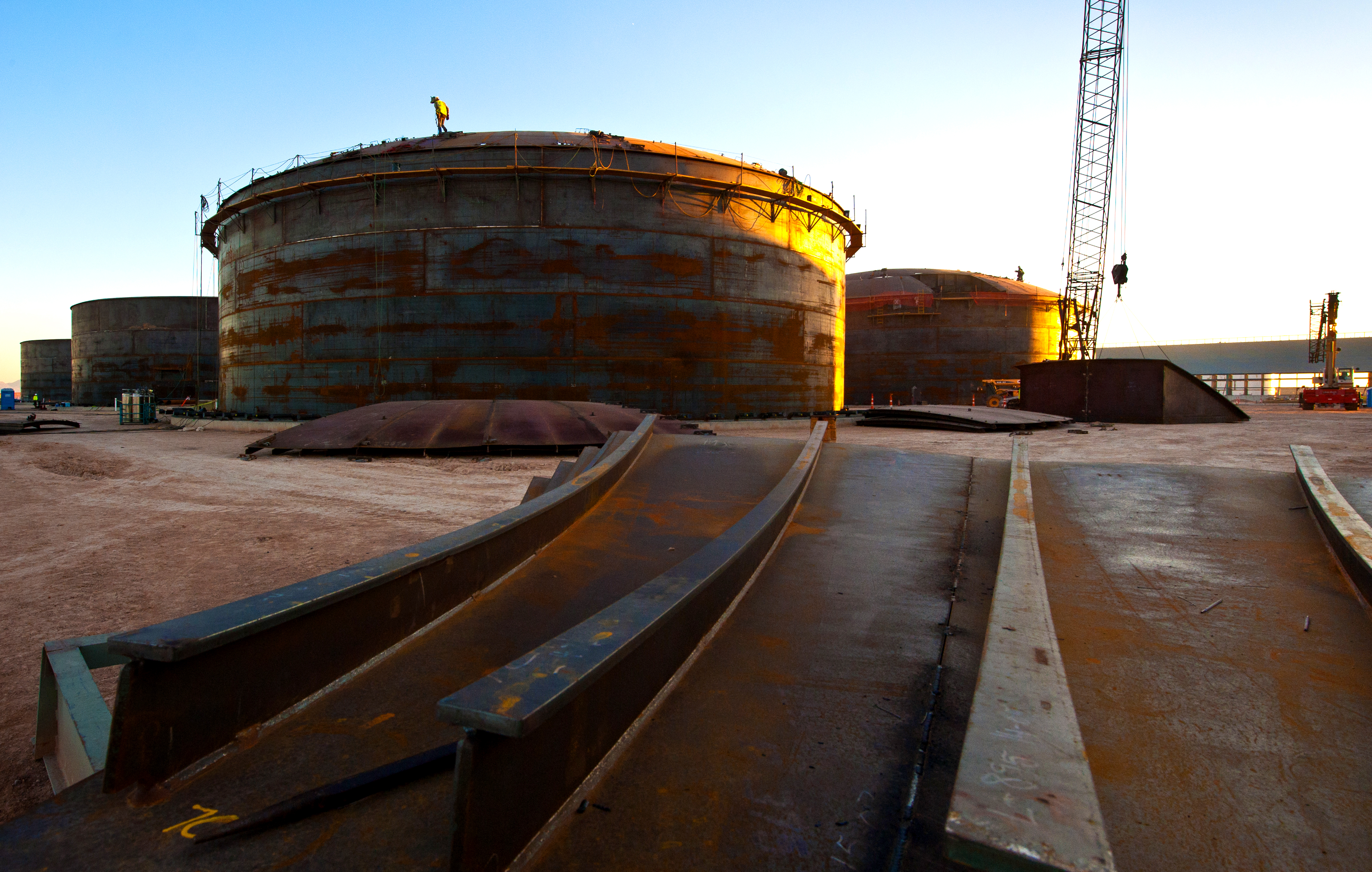
Výstavba solných nádrží, které zajišťují účinné skladování tepelné energie, takže výkon může být poskytován i po západu slunce a výkon může být plánován tak, aby odpovídal požadavkům poptávky. 280 MW elektrárna Solana je navržena tak, aby poskytovala šest hodin skladování energie. Díky tomu může elektrárna v průběhu roku vyrábět přibližně 38 % svého jmenovitého výkonu.

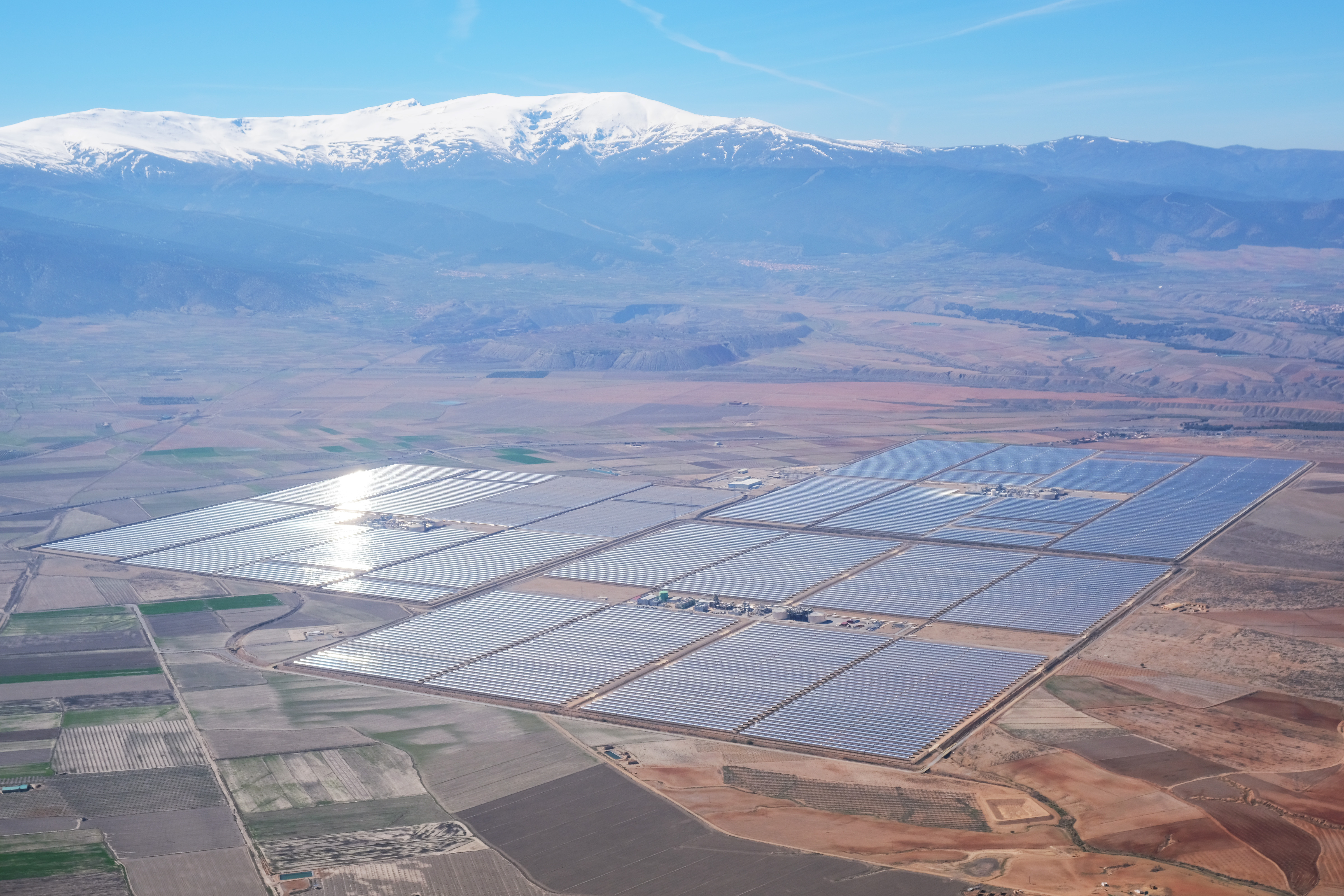
Skladování tepelné energie. Elektrárna Andasol CSP využívá k ukládání sluneční energie nádrže s roztavenou solí.

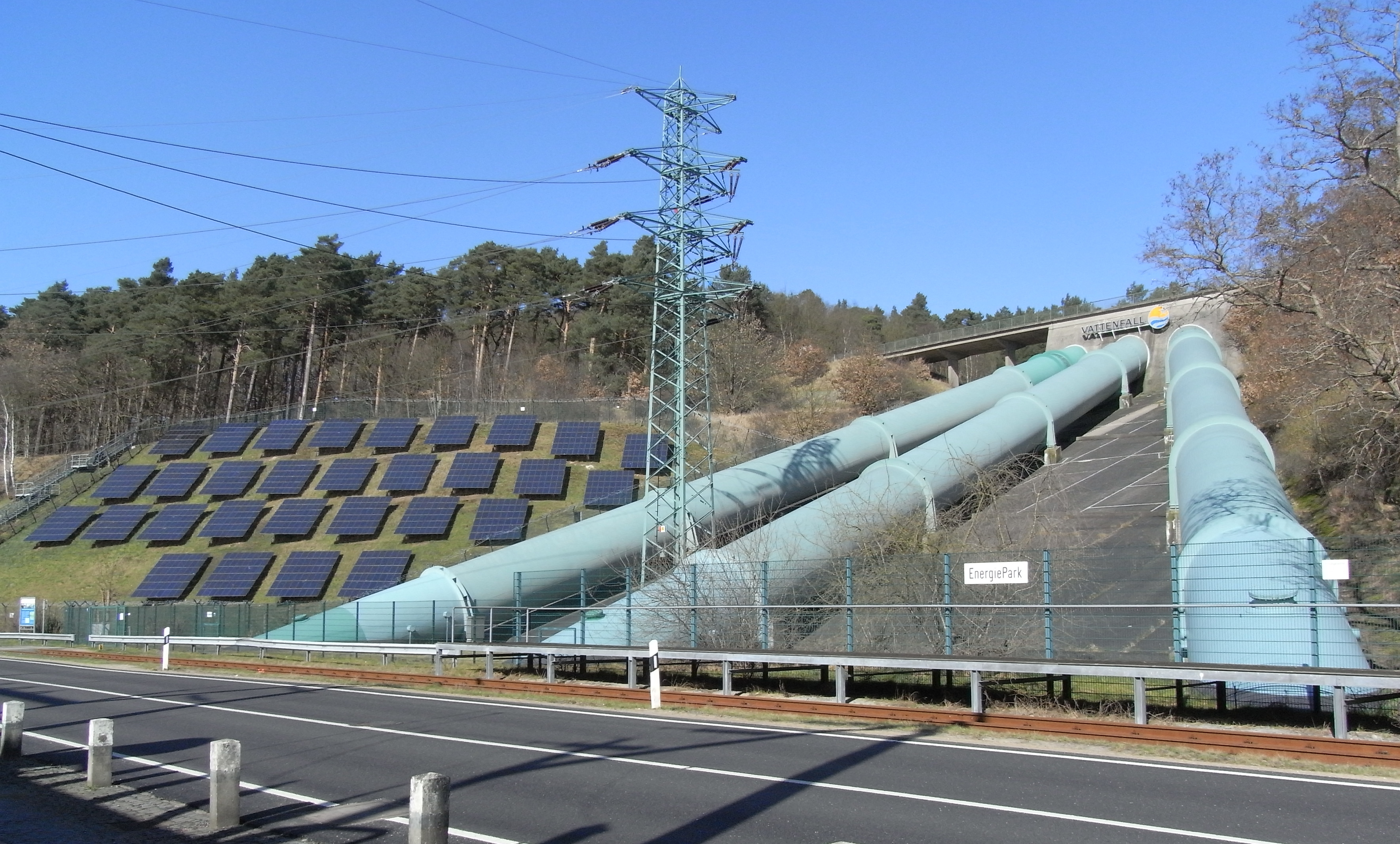
Přečerpávací vodní elektrárna. Součástí tohoto zařízení v německém Geesthachtu je také fotovoltaika.

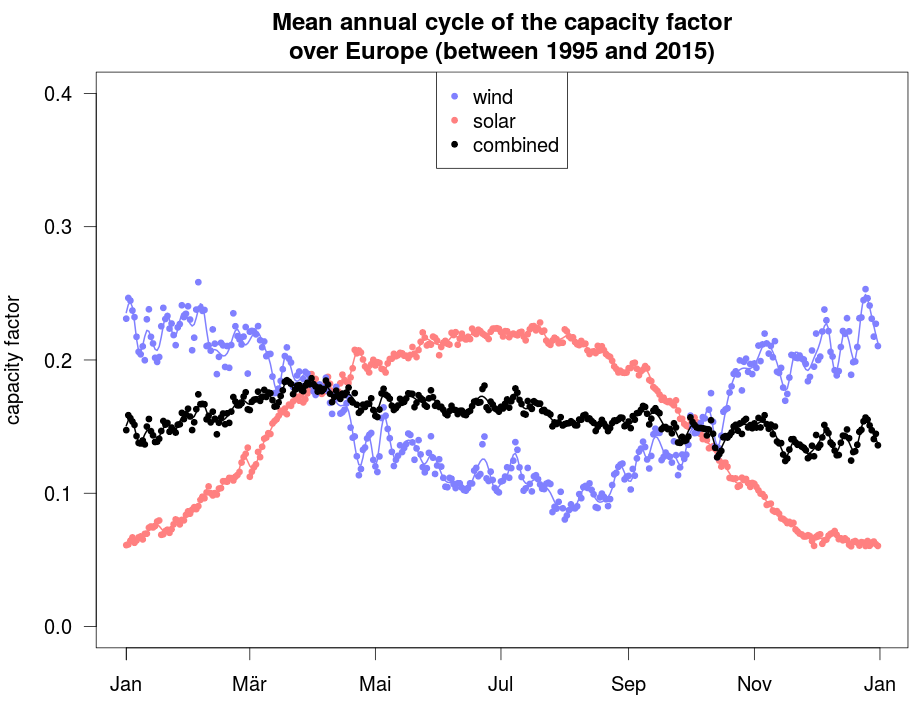
Sezónní cyklus kapacitních faktorů pro větrnou a fotovoltaickou energii v Evropě za idealizovaných předpokladů. Obrázek znázorňuje vyrovnávací účinky větrné a solární energie v sezónním měřítku (Kaspar et al., 2019)..

## Integrace do sítě

### Variabilita
Převážná většina celosvětově vyrobené elektřiny se spotřebuje okamžitě, protože tradiční generátory se mohou přizpůsobit poptávce a skladování je obvykle dražší. Jak solární, tak větrná energie jsou zdroji proměnlivé obnovitelné energie, což znamená, že veškerý dostupný výkon musí být využit lokálně, přenesen po přenosových linkách k využití jinde nebo uskladněn (např. v baterii). Protože solární energie není k dispozici v noci, je její skladování tak, aby byla k dispozici nepřetržitě, potenciálně důležitým problémem, zejména v aplikacích mimo síť a pro budoucí scénáře 100% obnovitelné energie.
Solární elektřina je ze své podstaty proměnlivá, ale do jisté míry předvídatelná podle denní doby, místa a ročních období. Solární energie je přerušovaná v důsledku cyklů den/noc a proměnlivých povětrnostních podmínek. Náročnost integrace solární energie v každé dané elektrické síti se značně liší. V místech s horkým létem a mírnou zimou je solární energie dobře přizpůsobena denním požadavkům na chlazení.

### Skladování energie
Koncentrované solární elektrárny mohou k ukládání sluneční energie využívat tepelné úložiště, například ve vysokoteplotních roztavených solích. Tyto soli jsou účinným akumulačním médiem, protože jsou levné, mají vysokou měrnou tepelnou kapacitu a mohou dodávat teplo při teplotách kompatibilních s běžnými energetickými systémy. Tuto metodu skladování energie využívá například elektrárna Solar Two, která díky tomu může ve své nádrži o objemu 68 m3 skladovat 1,44 TJ, což stačí k zajištění plného výkonu po dobu téměř 39 hodin, a to s účinností přibližně 99 %.
V samostatných fotovoltaických systémech se k ukládání přebytečné elektřiny tradičně používají baterie. U fotovoltaických systémů připojených k síti lze přebytečnou elektřinu posílat do elektrické sítě. Programy Net metering a feed-in tariff poskytují těmto systémům kredit za vyrobenou elektřinu. Tento kredit kompenzuje elektřinu dodanou ze sítě, když systém nemůže uspokojit poptávku, a místo skladování přebytečné elektřiny tak účinně obchoduje se sítí. Když větrná a solární energie tvoří malou část výkonu sítě, mohou ostatní výrobní techniky vhodně přizpůsobit svůj výkon, ale jak tyto formy proměnlivé energie rostou, je zapotřebí další rovnováha v síti. Vzhledem k tomu, že ceny rychle klesají, fotovoltaické systémy stále častěji využívají dobíjecí baterie k ukládání přebytků, které se použijí později v noci. Baterie používané pro skladování energie v síti mohou stabilizovat elektrickou síť tím, že na několik hodin vyrovnají špičkové zatížení. V budoucnu by v elektrické síti mohly hrát důležitou roli levnější baterie, které se mohou nabíjet v obdobích, kdy výroba převyšuje poptávku, a dodávat uloženou energii do sítě, když je poptávka vyšší než výroba.
Mezi běžné technologie baterií používané v dnešních domácích fotovoltaických systémech patří nikl-kadmiové, olověné, nikl-metalhydridové a lithium-iontové akumulátory Lithium-iontové akumulátory mají potenciál v blízké budoucnosti nahradit olověné baterie, protože se intenzivně vyvíjejí a očekávají se nižší ceny díky úsporám z rozsahu, které zajišťují velké výrobní závody, jako je Gigafactory 1. Kromě toho mohou lithium-iontové baterie plug-in elektromobilů v budoucnu sloužit jako úložná zařízení v systému vehicle-to-grid. Vzhledem k tomu, že většina vozidel je v průměru 95 % času zaparkována, mohly by jejich baterie sloužit k tomu, aby elektřina proudila z automobilu do elektrického vedení a zpět. Mezi další dobíjecí baterie používané pro distribuované fotovoltaické systémy patří sodíkovo-sírové akumulátory a vanadové redoxní baterie, dva významné typy baterie s roztavenou solí, respektive průtokové baterie.

### Další technologie
Solární elektrárny sice mohou být omezeny, ale obvykle prostě vyrábějí co nejvíce energie. Proto v elektrizační soustavě bez dostatečného skladování energie v síti výroba z jiných zdrojů (uhlí, biomasa, zemní plyn, jádro, vodní elektrárny) zpravidla stoupá a klesá v reakci na nárůst a pokles solární elektřiny a změny poptávky (viz elektrárna sledující zatížení).
Běžné vodní přehrady fungují ve spojení se solární energií velmi dobře; vodu lze podle potřeby zadržovat nebo vypouštět z nádrže. Tam, kde není k dispozici vhodná geografická poloha, mohou přečerpávací vodní elektrárny využívat sluneční energii k čerpání vody do vysoké nádrže za slunečných dnů, v noci a za špatného počasí se pak energie získává zpět vypouštěním vody prostřednictvím vodní elektrárny do nízké nádrže, kde může cyklus začít znovu.
Zatímco vodní elektrárny a elektrárny na zemní plyn mohou rychle reagovat na změny zatížení, uhelným elektrárnám, elektrárnám na biomasu a jaderným elektrárnám obvykle trvá značnou dobu, než na zatížení zareagují, a lze je naplánovat pouze podle předvídatelného kolísání. V závislosti na místních okolnostech, nad rámec přibližně 20–40 % celkové výroby, vyžadují přerušované zdroje připojené k síti, jako je solární energie, obvykle investice do určité kombinace propojení sítí, skladování energie nebo řízení poptávky. V zemích s vysokou výrobou solární energie, jako je Austrálie, mohou být ceny elektřiny uprostřed dne, kdy je výroba solární energie vysoká, záporné, což motivuje k novým bateriovým úložištím.
Kombinace větrné a solární fotovoltaiky má tu výhodu, že se oba zdroje vzájemně doplňují, protože špičkové provozní časy každého systému nastávají v různých denních a ročních dobách. Výroba energie takových solárních hybridních systémů je proto konstantnější a kolísá méně než každý ze dvou dílčích subsystémů. Solární energie je sezónní, zejména v severním/jižním podnebí, daleko od rovníku, což naznačuje potřebu dlouhodobého sezónního skladování v médiu, jako je vodík nebo přečerpávací vodní elektrárna.

## Vliv na životní prostředí
Solární energie je čistší než elektřina z fosilních paliv, takže může být pro životní prostředí prospěšná, pokud ji nahradí. Při provozu solární energie nevznikají žádné škodlivé emise, ale při výrobě panelů dochází k určitému znečištění. Studie z roku 2021 odhaduje uhlíkovou stopu výroby monokrystalických panelů na 515 g CO2/kWp v USA a 740 g CO2/kWp v Číně, ale očekává se, že tato hodnota bude klesat, protože výrobci budou používat více čisté elektřiny a recyklovaných materiálů. Solární energie s sebou nese počáteční náklady na životní prostředí prostřednictvím výroby s uhlíkovou návratností několika let od roku 2022, ale nabízí čistou energii po zbytek své 30leté životnosti.
Emise skleníkových plynů během životního cyklu solárních elektráren jsou nižší než 50 g na kilowatthodinu (kWh), ale s bateriovým úložištěm by mohly být až 150 g/kWh. Naproti tomu plynová elektrárna s kombinovaným cyklem bez zachycování a ukládání uhlíku emituje kolem 500 g/kWh a uhelná elektrárna kolem 1 000 g/kWh. Podobně jako u všech zdrojů energie, kde celkové emise během jejich životního cyklu pocházejí převážně z výstavby, by přechod na nízkouhlíkovou energii při výrobě a přepravě solárních zařízení dále snížil emise uhlíku.
Plošná hustota výkonu sluneční energie během celého životního cyklu se velmi liší, ale v průměru činí asi 7 W/m2, zatímco u jaderné energie je to asi 240 W/m2 a u plynové 480 W/m2. Pokud se však započítá plocha potřebná pro těžbu a zpracování plynu, odhaduje se, že plynová energie nemá o mnoho vyšší hustotu výkonu než solární energie.  Podle studie z roku 2021 by získání 25 až 80 % elektřiny ze solárních farem na vlastním území do roku 2050 vyžadovalo, aby panely pokrývaly půdu v rozmezí 0,5 až 2,8 % v Evropské unii, 0,3 až 1,4 % v Indii a 1,2 až 5,2 % v Japonsku a Jižní Koreji. Zabírání tak velkých ploch pro fotovoltaické farmy by mohlo vyvolat odpor obyvatelstva a také vést k odlesňování, odstraňování vegetace a přeměně zemědělské půdy. Některé země, například Jižní Korea a Japonsko, však využívají půdu pro zemědělství pod fotovoltaickými elektrárnami nebo plovoucími solárními elektrárnami spolu s dalšími nízkouhlíkovými zdroji energie. Celosvětově má využití půdy minimální ekologický dopad. Využití půdy lze snížit na úroveň plynové energie instalací na budovách a jiných zastavěných plochách.
Při výrobě solárních panelů se používají škodlivé materiály, ale zpravidla v malém množství. V roce 2022 neexistoval ještě seriózní odhad dopadů perovskitu na životní prostředí, problémem se může stát olovo. Studie Mezinárodní energetické agentury z roku 2021 předpokládá, že poptávka po mědi se do roku 2040 zdvojnásobí. Studie varuje, že je třeba rychle zvýšit nabídku, aby odpovídala poptávce z rozsáhlého zavádění solární energie a potřebným modernizacím sítě. Může být také zapotřebí více telluru a india, čemuž může napomoci recyklace.
Vzhledem k tomu, že solární panely jsou někdy nahrazovány účinnějšími panely, jsou použité panely v rozvojových zemích, například v Africe, někdy používány znovu. Některé země mají zvláštní předpisy pro recyklaci solárních panelů. Přestože náklady na údržbu jsou již nyní ve srovnání s jinými zdroji energie nízké, někteří akademici vyzývají k tomu, aby byly solární systémy navrženy tak, aby byly lépe opravitelné.
Velmi malou část solární energie tvoří koncentrovaná solární energie. Koncentrovaná sluneční energie může spotřebovávat mnohem více vody než plynová energie. To může být problém, protože tento typ solární energie potřebuje silné sluneční světlo, takže se často staví v pouštích. V případě některých nevhodných instalací, například na Sahaře by mohlo dojít k tomu, že sníží albedo a přispěje k oteplování planety.
Fotovoltaika v městském prostředí má mnoho výhod, ale mají také určité nevýhody, a to jak z hlediska vlivu městského prostředí na jejich výkon, tak z hlediska možného přehřívání městského prostředí vlastními panely. Tyto složitosti může být obtížné sdělit urbanistům nebo osobám s rozhodovací pravomocí, které obvykle hledají stručné vysvětlení účinnosti instalovaných fotovoltaických panelů.

## Politika
Na rozdíl od ropy a zemního plynu, které přispívají k energetické bezpečnosti, nemůže být výroba solární energie po instalaci přerušena geopolitickými opatřeními. I přesto jsou ale spekulace, že někteří výrobci solárních panelů vkládají do výrobků vlastní dálkově ovládané přepínače.
Od roku 2022 se více než 40 % celosvětové výrobní kapacity polykřemíku nachází v čínském Sin-ťiangu, což vyvolává obavy z porušování lidských práv (internační tábory v Sin-ťiangu) a také ze závislosti na dodavatelském řetězci.